# 4076 Dörffel
4076 Dörffel este un asteroid din centura principală, descoperit pe 19 octombrie 1982 de Freimut Börngen.